# Hrubá Borša
Hrubá Borša (maďarsky Nagyborsa) je obec ležící v Bratislavském kraji, okres Senec na Slovensku. Žije zde přibližně 1 300 obyvatel. V obci je římskokatolická kaplička sv. Rozálie z roku 1930.

## Historie
První písemná zmínka o obci pochází z roku 1244.